# Špijunaža
Špijunaža kao pojam označava obavještajne djelatnosti koje se sastoje od odavanja ili saopćavanja drugoj osobi (ili ratnoj strani, državi ili organizaciji) sakupljene podatke ili činjenice što predstavljaju tajnu (vojnu, službenu, ekonomsku, industrijsku...). Međunarodno pravo regulira špijunažu isključivo u oblasti ratnog prava dok špijunaža u mirnodopskim uvjetima spada pod kazneno pravo pojedine države.

## Povijest
Tijekom rane povijesti dokumentirana je pojava špijunaže. Stari zavjet hebrejske Biblije govori o Jouši i Kalebu kako s dvanaest špijuna ulaze u obećanu zemlju. Antički kineski i indijski vojni stratezi kao što su Sun Cu i Čanakja govore o pojavama kao što su sabotaže i prijevare. Također mnogi indijski spisi govore o ubojstvima, špijunima i tajnim agentima. U antičkom Egiptu također su postojale posebne državne jedinice koje su se bavile prikupljanjem podataka važnih za odlučivanje. Špijune su imali stari Grci i Rimljani. 
Prva pojava visoko organiziranih špijuna javlja se za vrijeme vladavine kralja Davida Gruzijskog početkom 12. stoljeća. Agenti zvani mstovaris bili su organizirani špijuni koji su otkrivali feudalne urote, provodili protuobavještajnu djelatnost protiv neprijateljskih špijuna, infilitrirali se u razne društvene skupine i sl.

### Suvremeno doba
Moderne obavještajne grupe započinju svoj rad kasnih godina 19. stoljeća. Glavni okidač pokretanja ovakvih aktivnosti bilo je strateško rivalstvo između Britanskog i Ruskog carstva. Kako bi se uspješno suprotstavili ruskoj snazi i suzbili rusko djelovanje unutar Indije, britanci su izgradili obavještajnu mrežu unutar indijskih državnih službi. Britanski agenti pravi identitet štitili su na način da su se predstavljali kao botaničari i arheolozi. Prva jedinica za dešifiriranje poruka, poznata i kao kriptografska jedinica osnovana je 1844. godine u Indiji. Njihov zadatak bio je presretanje ruskih komunikacija u blizini i na samom teritoriju Indije. 
Osim civilne postojala je i vojno obavještajna djelatnosti. Prvi koraci ka vojnoj špijunaži bili su diplomati i vojni izaslanici. 